# 日建商事
日建商事株式会社（にっけんしょうじ、Nikken Shoji Corporation）は、東京都新宿区四谷本塩町に本社を置く専門商社。および建設会社。

## 会社概要
軟弱地盤改良機械のレンタル・販売ならびに水位低下工法・土壌汚染に伴う環境浄化工事の施工を手掛ける。
- 本社所在地 東京都新宿区
- 支社・支店 北海道札幌市、宮城県仙台市、埼玉県幸手市、愛知県名古屋市、大阪府寝屋川市、福岡県大野城市

## 沿革
- 1960年　中央開発株式会社の機械製作部門を分離独立して発足。
- 1969年　ウェルポイント工法用真空ポンプ製作工場を開設
- 1971年　西日本営業所（現九州支店）を開設。
- 1974年　薬液注入工法用機械のレンタル開始。
- 1983年　札幌営業所（現札幌支店）を開設。
- 1985年　仙台営業所（現東北支店）を開設。
- 1987年　大阪支店を開設。
- 1990年　幸手テクニカルセンターを開設。
- 1991年　資本金を6,000万円に増資。
- 1995年　幸手第２テクニカルセンターを開設。
- 2000年　建設業許可取得（とび・土木工事業、さく井工事業）。
- 2011年　資本金を7,000万円に増資。
- 2013年　西部ポンプ機工（株）を子会社化。
- 2019年　土と水ホールディングス（株）を中央開発（株）と設立，山梨市にワインきのこ㈱を設立。

## 関連会社
- 土と水ホールディングス株式会社
- 中央開発株式会社

## 子会社
- 西部ポンプ機工株式会社
- ワインきのこ株式会社